# 94년

## 연호
- 후한(後漢) 영원(永元) 6년

## 기년
- 후한(後漢) 화제(和帝) 6년
- 신라(新羅) 파사 이사금(婆娑泥師今) 15년
- 고구려(高句麗) 태조대왕(太祖大王) 42년
- 백제(百濟) 기루왕(己婁王) 18년

## 사건
- 가야군이 신라의 마두성(馬頭城)을 포위하였으나 신라는 아찬 길원(吉元)에게 기병 1천기를 보내 쫓게 하였다.

## 참고 문헌
- 김부식 (1145), 《삼국사기》 <신라본기 제1권 파사 이사금 條>